# François Farnèse
Pour les articles homonymes, voir Farnese.
François Farnèse (Parme, 19 mai 1678 – Plaisance, 26 février 1727) fut le septième duc de Parme et Plaisance du 12 décembre 1694 à sa mort. Grâce à son action, les Farnèse entrent au centre de la grande politique européenne.

## Premières expériences du gouvernement
François est le second fils de Ranuce II Farnèse et de Maria d'Este. Son frère aîné étant décédé prématurément en ne laissant qu'une fille, François succède à son père. Il est âgé de seulement seize ans. Il est timide et bègue mais doué d'une vive intelligence et d'un grand esprit politique. Il épouse immédiatement la veuve de son frère Dorothée-Sophie de Neubourg. C'est une bonne affaire pour les deux : Dorothée-Sophie est la sœur de l'impératrice et de la reine d'Espagne. Elle apporté Aux Farnèse une dot considérable que ceux-ci doivent rendre en cas de veuvage. En se mariant François conserve sa dot mais aussi les relations familiales avec les plus prestigieuses dynasties européennes. Quant à Dorothée-Sophie, elle conserve la première place à Parme.
En mai 1695, il reçoit l'allégeance des villes de Parme et Plaisance et, à son tour, il envoie une délégation à Rome pour renouveler l'allégeance due au pape qui lui confirme, en retour, la charge de gonfalon de la Sainte Église Romaine.
La situation financière du duché est désastreuse. Pour chercher à l'améliorer, François suspend toutes les dépenses inutiles de la cour et licencie une grande partie des serviteurs, musiciens, bouffons et nains, il met fin aux spectacles, aux fêtes de la cour et aux banquets.
La situation financière du duché est aggravée par les clauses du traité de Turin et du traité de Vigevano (de) de 1696 qui contraignent le duché à maintenir les troupes allemandes qui sont en garnison dans les places fortes.
La première tentative diplomatique à laquelle le duc se risque, est la conférence de Ryswick de 1697. Il envoie le marquis Pier Maria Dalla Rosa avec la mission de plaider encore une fois la cause du duché de Castro. Les puissances ne veulent pas s'occuper du problème, qu'ils considèrent trop localisé et l'émissaire du duc ne peut participer qu'occasionnellement à la conférence.
En janvier 1698, François, pour augmenter le prestige de la famille, sollicite, en sa faveur, la cession du grand magistère du Sacre Militaire de l'Ordre Constantin de Saint-Georges, qui est détenu par don Giovanni Andrea Angelo Flavio Commeno, prince de Macédoine, comte de Drivasto et Durrës. Le transfert est ratifié par la lettre apostolique Sincerae fidei du 24 octobre 1699 du pape Innocent XII.
L'investiture du nouveau Grand Maître intervient solennellement en 1700 dans l'église de Santa Maria della Steccata à Parme, qui depuis est le siège de l'ordre.

## La guerre de Succession d'Espagne
La mort de Charles II d'Espagne en 1700, pose le problème de sa succession. Les combats se produisent notamment en Italie qui est en grande partie sous influence des deux camps opposés et les territoires du duché constituent une zone de passage et de repli. Le duc doit organiser des préparatifs militaires et il demande le soutien actif de la papauté qui lui est refusé, le pape lui conseillant la neutralité et faisant hisser les étendards pontificaux dans les villes ducales en gage de neutralité.
Au cours de ces événements, François réussit à rester à distance des deux partis, essayant d'avoir des dédommagements pour l'occupation des Autrichiens et en même temps rendant hommage au nouveau commandant des troupes franco-espagnoles, le duc de Vendôme. Quand celui-ci rentre en France, en 1706, il prend à ses côtés Giulio Alberoni, qui depuis 1702 est l'émissaire auprès de l'armée française, défendant les intérêts du duché.
Malgré le retrait français, les troupes impériales continuent à avoir leur quartier dans les territoires du duché et les dépenses incombent au duc qui le 14 décembre 1706, doit payer 140 000 florins pour l'entretien des troupes du prince Eugène de Savoie. Le Saint-Siège interdit au duc de payer, mais celui-ci, en raison de la situation ne peut faire autrement.
En 1709 l'empereur Joseph Ier cherche à imposer au duc l'investiture des villes ducales comme fiefs impériaux, François refuse et la revendication cesse en 1711 avec la mort de l'Empereur. Charles VI qui lui succède, renonce à ses prétentions au trône d'Espagne au profit de Philippe V d'Espagne en 1714 par le traité de Rastatt.

## Le duché et l’Espagne
Après la mort du duc de Vendôme, Alberoni est nommé comte et représentant du duc de Parme à Madrid. Dans le cadre de la politique européenne, les grandes puissances cherchent un aménagement de l'Empire en faveur de l'Espagne et dans ce but les Farnèse s'en mêlent en raison de leur présence à la négociation du traité de paix de Utrecht en 1713. Ils revendiquent inutilement Castro et Ronciglione. L’Italie est sacrifiée sur l'autel autrichien.
L'épouse de Philippe V étant décédée, Alberoni, aidé par la princesse Marie-Anne de la Trémoille des Ursins, une Orsini française, convainc le roi d'Espagne d'épouser Élisabeth Farnèse, belle-fille et nièce du duc. Élisabeth est la fille d'Édouard II Farnèse et Dorothée Sophie de Neubourg.
Fort désormais de l'appui espagnol, le duc applique une politique fortement anti-autrichienne ce qui oriente, en raison de l’influence de la reine Élisabeth sur le roi Philippe V, la politique ibérique vers les anciennes possessions en Italie perdues lors de la guerre de Succession d'Espagne et qui culminera avec l’invasion de la Sardaigne et de la Sicile mais la quadruple alliance composée de la France, l’Autriche, l’Angleterre et la Hollande, met fin à son ambition. L'armée espagnole est battue par l’armée française et la flotte envoyée par le fond par les Anglais au large du cap Passero en Sicile. Le prix de la paix (paix de La Haye de 1720) est le renvoi de son ministre le cardinal Alberoni qui est exilé, l’évacuation de la Sicile et la renonciation aux prétentions sur les anciennes possessions. Le même traité établit aussi que le duché de Parme et Plaisance, en cas d’absence d’héritier, la dynastie étant en train de s’éteindre, passera aux mains du fils aîné d'Élisabeth, Charles.
En 1717, le duc participe à la guerre de Venise contre les Turcs en envoyant le régiment Constantinien en Dalmatie.
Les majeures préoccupations de François sont l'absence d'héritier et la réticence au mariage de son frère Antoine, aussi, après la paix de La Haye et le traité de Londres de 1718, il nomme pour héritier Charles, fils d'Élisabeth et de Philippe V, succession refusée aussi bien par le pape que l'empereur.
Pour consolider le front anti-autrichien, la diplomatie farnèsienne cherche à rapprocher la France et l'Espagne, mais François meurt avant de concrétiser son action, nous sommes le 26 février 1727. Le duc a seulement 49 ans et la mort est imputable à la maladie héréditaire de la famille, l'embonpoint.
Le duc François Farnèse n'a pas de descendant à sa mort, le duché est gouverné par son frère Antoine.

## Le bilan de son règne
Ce fut un règne illuminé. Il cherchait la paix par tous les moyens, il réduisit les dépenses de la cour pour ne pas grever son peuple de taxes, il distribua plus équitablement la charge fiscale.
Il fit réaliser une construction hydraulique pour défendre la ville de Plaisance de l'érosion du Pô.
Il favorisa le développement de l'université de Parme et du collège des Nobles, encouragea l'étude du droit public, de l'histoire, des langues et de la géographie. Il protégea aussi les artistes, les écrivains, les musiciens et les dramaturges.
En 1712, il donna le départ des travaux d'aménagement du Palazzo Ducale de Colorno, qu'il confia à Jean Baillou (Giovanni Baillou) mais qui ne furent terminés qu'en 1730.

## Sources
- (it) Cet article est partiellement ou en totalité issu de l’article de Wikipédia en italien intitulé « Francesco Farnese » (voir la liste des auteurs).